# Europabrücke (Kehl)
Die Europabrücke (französisch Pont de l'Europe) ist eine Straßenbrücke, die mit vier Fahrstreifen und beidseitigen Rad- und Fußwegen zwischen Kehl und Straßburg den Rhein und die Grenze zwischen Deutschland und Frankreich überspannt.

## Pontonbrücke von 1815

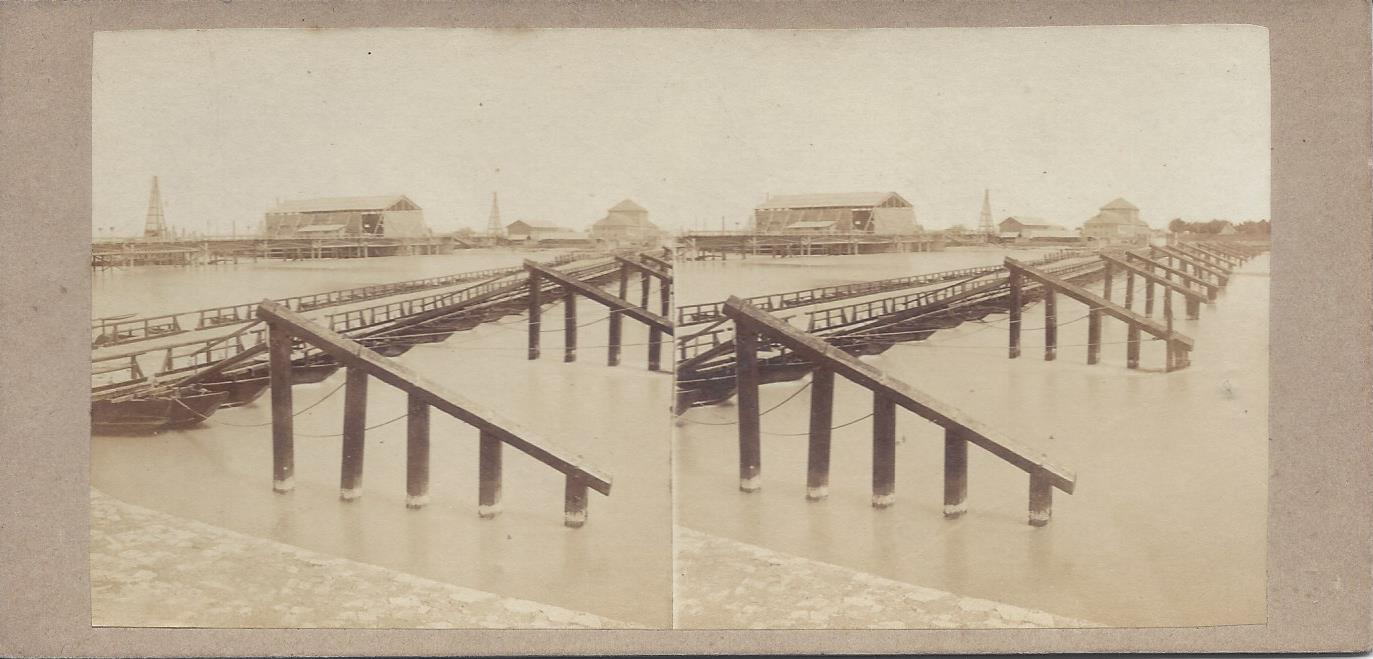
Henri-Charles Plaut, Ponton- und Eisenbahnbrücken von Kehl, 1859

Schon 1388 bestand bei Straßburg eine Brücke über den Rhein, die so genannte „Lange Bruck“, welche mehrmals zerstört und wieder aufgebaut wurde. Bis zur Eröffnung der ersten modernen Straßenbrücke am Oberrhein im Jahr 1897 existierte für den Straßenverkehr eine 350 m, ab 1850 nach der Rheinkorrektur nur noch 250 m lange Schiffbrücke aus dem Jahr 1815.

## Brücke von 1897
Die neue feste Rheinquerung lag oberhalb der Eisenbahnbrücke von 1861 und wurde am 24. November 1897 eingeweiht. Von den Baukosten in Höhe von 1,7 Millionen Mark trugen je 630 Tausend Mark das Großherzogtum Baden und das Reichsland Elsaß-Lothringen. Die Stadt Straßburg war mit 228 Tausend Mark beteiligt, die Straßenbahngesellschaft mit 112 Tausend Mark. Eine Strecke der Straßburger Straßenbahn wurde über die Brücke nach Kehl verlängert.
Die parallelgurtige, stählerne Fachwerkbrücke war 234,9 m lang und wies drei Öffnungen mit 87,9 m Stützweite in den Randfelder und 59,1 m im mittleren Feld auf. Die unten liegende Fahrbahn war 7,8 m breit und wurde beidseitig durch zwei auskragende Gehwege ergänzt. Die Gründung der Pfeiler erfolgte in 17 m Tiefe unter der Flusssohle mit Senkkästen.
In seinem 1913 erschienenen Roman Freitagskind beschrieb Otto Flake die Brücke von 1897. Nach dem Ersten Weltkrieg wurde das Bauwerk Grenzbrücke und gemäß dem Versailler Vertrag auf ganze Länge Eigentum Frankreichs. Außerdem erfolgte am 15. August 1920 die Einstellung der Straßenbahnlinie. Am 12. Oktober 1939 sprengten französische Truppen den westlichen Strompfeiler. Im Mai 1940 wurde von den deutschen Truppen mit der alten Schiffsbrücke Speyer eine Behelfsbrücke errichtet. Im Oktober 1940 folgte nach drei Monaten Bauzeit eine 324 m lange hölzerne Dauerbehelfsbrücke. Diese wies für die Schifffahrt eine Fachwerkkonstruktion mit 50 m Stützweite und 7 m Höhe auf. Die restlichen Felder spannten 20 m weit. Im Juni 1942 war schließlich die Straßenbrücke wiederaufgebaut. Aufgrund der starken Zerstörung des linksseitigen Überbaus musste ein Hilfspfeiler errichtet werden, um den auf 57 m Stützweite gekürzten alten Überbau verwenden zu können. Am 22. oder 27. November 1944 sprengten deutsche Truppen beide Strompfeiler und zerstörten den Überbau vollständig. Die Holzbrücke wurde in Brand gesetzt.

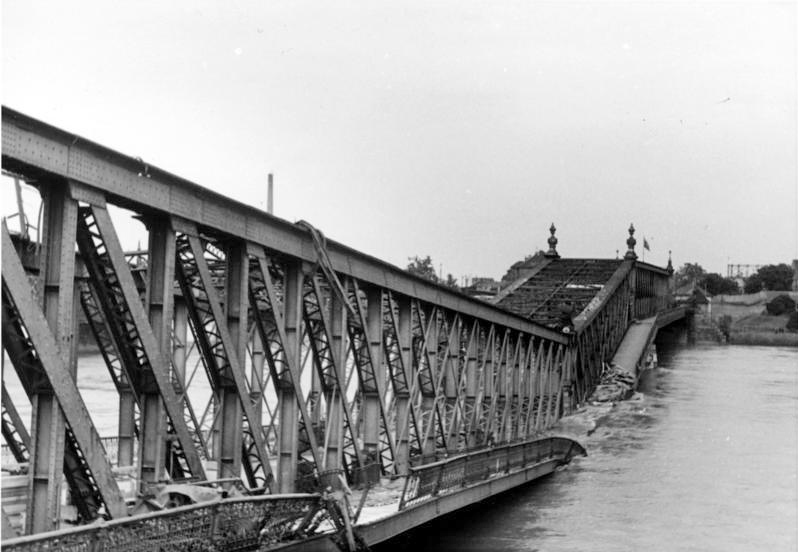
Gesprengte Brücke

Französische Pioniereinheiten errichteten ab dem 19. April 1945 zuerst eine Pontonbrücke, die am 7. Oktober 1946 durch die wiederaufgebaute Holzbrücke ersetzt wurde. Aber schon nach drei Jahren wies die Holzbrücke schwere Schäden auf, da frisches Holz ohne weitere Schutzmaßnahmen verwendet worden war. Dies machte den Bau einer neuen Brücke erforderlich.

## Brücke von 1951
Der Brückenneubau wurde am 12. Juli 1951 dem Verkehr übergeben. Es war eine Dauerbehelfsbrücke, da eine kurzfristige Ausführung einer endgültigen Brücke aufgrund ungeklärter Randbedingungen wie Lage und Durchfahrtshöhe nicht möglich war. Das Bauwerk wurde auf den Fundamenten der alten Straßenbrücke errichtet. Als stählerne Behelfsüberbau, für zwei Fahrstreifen und beidseitige Gehwege ausgelegt, wurden im östlichen Brückenabschnitt eine Fachwerkbrücke vom Typ „Schaper-Krupp-Reichsbahnbrücke“ mit unveränderten Stützweiten von 87,9 m und 59,1 m verwendet. Die westliche Öffnung wurde mit einer von Frankreich gestellten Konstruktion mit Stützweiten von 58,1 m und 29,8 m überspannt.

## Brücke von 1960

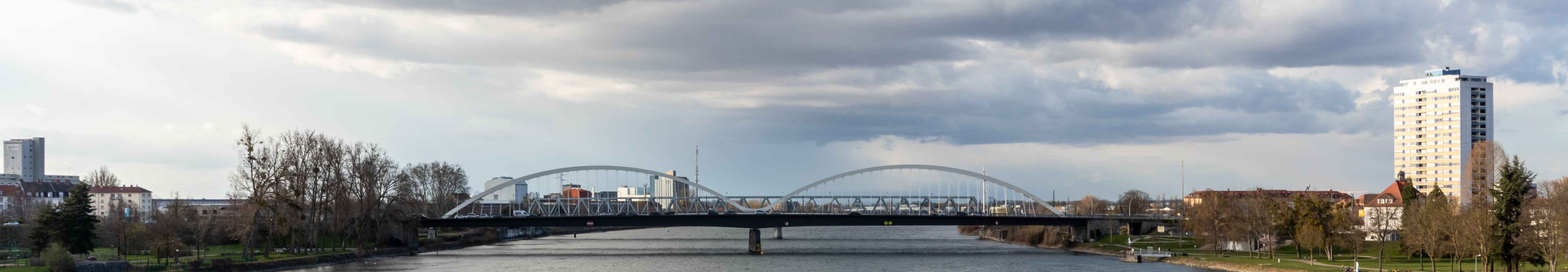
Europabrücke. Im Hintergrund die Eisen- sowie die Straßenbahnbrücke

Die endgültige Straßenbrücke wurde am 2. April 1951 vertraglich vereinbart. Am 30. Januar 1953 folgte zwischen der Bundesrepublik Deutschland und der Französischen Republik das Abkommen über die festen Brücken und Fähren über den Rhein an der deutsch-französischen Grenze. Danach hatte Deutschland die Baukosten allein zu tragen.
Am 23. September 1960 folgte die Einweihung des Bauwerkes im Zeichen der europäischen Einigung mit dem Namen „Europabrücke“. Das Bauwerk ist eine zweifeldrige, gevoutete Stahlbalkenkonstruktion mit einer Länge von 245,4 m, bei maximalen Stützweiten von 122,7 m.
Die Konstruktionshöhe beträgt über dem Strompfeiler 4,9 m, am Widerlager 2,5 m. Der 18,5 m breite Überbau besteht aus zwei geschlossenen, 3,0 m breiten Stahlkästen, die in einem Achsabstand von 9,15 m angeordnet sind. Im Strombereich wird eine Durchfahrtshöhe von 6,79 m beim höchsten Schifffahrtswasserstand (HSW) eingehalten. Straßenverkehrszählungen von 2003 ergaben, dass durchschnittlich 31.014 Kraftfahrzeuge pro Tag die Brücke passieren, womit die Europabrücke der verkehrsreichste Grenzübergang zwischen Baden und Elsass ist.
Aus Anlass des 50-jährigen Bestehens des Europarates wurde am 29. April 1999 auf der Europabrücke das Kunstwerk Ecrire les Frontières – Le Pont de l’Europe, Grenzüberschreibung – Die Europabrücke eingeweiht. Die Idee für diese Installation stammte von dem Straßburger Stadtrat und Künstler Michel Krieger. Es besteht aus 40 Stelen mit jeweils einem Text eines europäischen Autors in seiner eigenen Sprache. Unter den Autoren sind drei Nobelpreisträger: Seamus Heaney aus Irland, Czesław Miłosz aus Polen und Orhan Pamuk aus der Türkei. Aufgrund von Beschädigungen wurden die Stelen im Jahre 2012 übergangsweise mit Edelstahlplatten verschlossen. Ab Mai 2023 wird die Brücke wegen Sanierungsarbeiten teilweise gesperrt und ist dann nur halbseitig und nur für Fahrzeuge bis 3,5 t Gewicht befahrbar. Fahrbahn- und Gehwegbelag weisen gravierende Schäden auf. Die Arbeiten sollen bis September dauern.